# فرط أنسجة القشر الكظرية الخلقية بسبب نقص هيدورجين ستيرود هيدروكسي بيتا 3

## فرط أنسجة القشر الكظرية الخلقية بسبب نقص هيدورجين ستيرود هيدروكسي بيتا 3
نقص ثاني هيدورجين ستيرود هيدروكسي-3بي يقلل فرط أنسجة القشر الكظرية الخلقية (3بي-أتش إس دي سي أي أتش) هو مسمى غير معروف لفرط أنسجة القشر الكظرية الخلقية (سي أي أتش) كنتيجة لطفرة جينية لواحد من أنزيمات الرئيسية في تركيبة الكورتيزول بواسط الغدة الكظرية، ونقص هيدورجين ستيرود هيدروكسي بيتا 3 (3بي-أتش إس دي) النوع الثاني (أتش إس دي3بي2). نتيجةً لذلك يظهر بريغنيونلون هيدروكسي 17 في الدم بمستويات عالية مع تحدي هرمون الموجه لقشر الكظر(أي سي تي أتش) والذي يزامن تخليق ستيرود القشري.
هناك طيف واسع من العروض الإكلينيكية لـ 3بي-أتش إس دي سي أي أتش، من الحالة المتوسطة إلى الخطرة. الحالة الخطرة والغير معتاد نتيجةً لنفاذ الكامل لنشاط الإنزيمي وتظهر في سن الرضاع كفقد للملوحة بسبب فقد القشرانيات المعدنية. الحالات المتوسطة تنتج عن فقد بعض (3بي-أتش إس دي) النوع الثاني والتي لا تظهر وظيفته مع الأزمة الكظرية، لكنها تستطيع إنتاج التذكير وراثياً لإناث الرضع والتأنيث وراثياً للذكور الرضع. وكنتيجة لذلك فإن قصور الكظر الابتدائي هو الشكل الوحيد لـ سي أي أتش والذي يسبب التباس تناسلي في كلا الجنسين وراثياً.  

## الفيزولوجيا المرضية
(3بي-أتش إس دي) الثاني يتوسط تفاعل 3 أنزيمات ونقص هيدروجين متوازية في الكظرية والذي بدوره يحول 4 إلى 5 ستيرودات: بريغنيولون إلى البروجسترون، و 17-هيدروكسي بريغنينولون إلى 17-هيدروكسي البروجسترون، و دي أتش إي أي إلى اندروستنديون. كما يتوسط (3بي-أتش إس دي) ينتج عنه ارتفاع كبير في بريغنينولون، و 17-هيدروكسي بريغنينولون، و دي أتش إي أي.
وعلى العكس من ذلك، يرتفع التعقيد من ثانية وجود 3بي-أتش إس دي (3بي-أتش إس دي الأول) يشفرها جين مختلف، وتنتقل إلى الكبد، والمشيمة، وغير متأثر في عجز 3بي-أتش إس دي سي أي أتش.
وجود هذا الإنزيم ثانية له نتيجتان إكلينيكية. أولاً 3بي-أتش إس دي الثاني يتحول بقدر زيادة 17-هيدروكسي بريغنينولون إلى 17 أو أتش ب لإنتاج مستويات 17 أو أتش ب مقترحة لعوز الهيدروكسيلاز 21 سي أي أتش. إن مقياس الستيرودات الأخرى المؤثرة تميز بين النتيجتين. ثانياً 3بي-أتش إس دي الأول يحول دي أتش إي أي إلى تستوستيرون ليذكر باعتدال الجنين الأنثوي وراثياً.
جوانب القشرانيات المعدنية لـ3بي-أتش إس دي سي أي أتش
جوانب القشرانيات المعدنية لـ3بي-أتش إس دي سي أي أتش الخطرة شيبه لعوز الهيدروكسيلاز 21. مثل الأنزيمات الأخرى تستخدم في المراحل مبكراً في كلا من التركيبتين الكورتيزول و ألدوستيرون. إن حالة نقص 3بي-أتش إس دي الخطرة ينتج عنها تهديد الحياة بسبب فقد الملوحة في بداية الرضاعة. لتحكم التام بفقد الملوحة يكون بالملحي، وجرعة عالية من هيدروكورتيزون، وعلاج طويل المدى بالفلودركورتيزون.
جوانب ستيرود الجنسية لـ3بي-أتش إس دي سي أي أتش
نتائج ستيرود الجنسية لـ3بي-أتش إس دي سي أي أتش الخطرة تعد عظيمة بين فرط أنسجة القشرة الكظرية الخلقية: هو الشكل الوحيد لـ سي أي أتش والذي يسبب الالتباس لكلا الجنسين. مثل تماماً عوز هيدروكسيلاز 21 لـ سي أي أتش، فإن درجة الخطورة تحدد حجم التذكير العالية أو المنخفضة.
في الـ إكس إكس (أنثى وراثياً) جنين إن ارتفاع نسبة الـ دي أتش إي أي ينتج التذكير باعتدال وذلك يكون بالتحويل في الكبد إلى تستوستيرون. إن خنوثة الإناث وراثياً جزئية وغالباً معتدلة ونادراً ما ينتج عنها استفهامات. المشكلة حول عملية التصحيح التناسلي الأنثوي المتذكر هي نفسها لعوز هيدروكسيلاز 21 المعتدل لكن العملية الجراحية نادراً ما يوصى بها.
إن درجة 3بي-أتش إس دي سي أي أتش المتوسطة قد تسبب ظهور مبكر لشعر الجسم و جوانب أخرى لفرط الأندروجينية في مراحل متأخرة من الطفولة والمراهقة الغير ثابتة. أشارت التقارير القديمة قبل ما يقارب 20 سنة أن أشكال 3بي-أتش إس دي سي أي أتش المتوسطة تتضمن نسب هامة لنمو الشعر مبكرللبنات والشعرانية للنساء مبكراً وذلك لم يؤكد بعد، ويظهر الآن أن بدء نمو الشعر مبكراً في الطفولة والشعرانية بعد المرهقة ليست مظاهر معروفة لـ 3بي-أتش إس دي سي أي أتش.
خنوثة الذكور مع 3بي-أتش إس دي سي أي أتش بسبب تركيبة التستوستيرون الضعيفة في كلاً من الكظريات والخصى. بالرغم من ارتفاع الـ دي أتش إي أي إلا أن الاندروجين ضعيف و التستوستيرون قليل جداً ينتج في الكبد لتعويض عجز التستوستيرون الخصوي. درجة التأنيث الآكثر تنوعاً هي المتوسط أكثر منها إلى الحادة. الحالات المهمة لخنوثة الذكور ذو الميل الطبيعي لهرمون الذكور التستوستيرون.
إذا كان الرضيع ذو خنوثة متوسطة، فإن المبال التحتاني يمكن إصلاحه جراحياً، وتجلب الخصيتين إلى كيس الصفن، ويحل التستوستيرون وقت البلوغ.
أن القرارات الإدارية هي الأكثر صعوبة لمتوسط خنوثة الذكور وراثياً وحادها حيث أن خصاياهم داخلية و أن أعضائهم التناسلية أنثوية أكثر من كونها ذكورية. في هذه الحالة بالإمكان تعيين الجنس الذكري وإجراء عملية إستنباتية لإغلاق الخط المنتصف للعجان، ونقل الخصيتين إلى كيس الصفن. وبالإمكان أيضاً تعيين الجنس الأنثوي، و إزالة الخصيتين، وتوسيع المهبل جراحياً. في الآونة الأخيرة وجد خيار ثالث مدعوم وهو تعيين الجنس، وتأجيل العملية للبالغين. كل اختيار يحمل في طياته مخاطره وسلبياته أما الأطفال، وعائلاتهم فلا تناسبهم هذه الاختيارات بتاتاً.

## التشخيص
مثل غيرها من أشكال سي أي أتش، يرتفع احتمال 3بي-أتش إس دي الحاد بظهور الأعضاء التناسلية وقت الولادة أو بعد فقد الأملاح في أول شهر من الحياة. عادةً ما يؤكد التشخيص بنمط مميز للستيرودات الكظرية والذي يرفع بريغنينولون، و 17-هيدروكسي بريغنينولون، والـ دي أتش إي أي، و الرينين. يصعب أحياناً في النتائج السريرية تمييز الـ سي أي أتش من نقص هيدروكسيلاز 21 المعروف بسبب ارتفاع 17 أو أتش ب، أو من عينة عنفوان الكظر المبكر بسبب ارتفاع الـ دي أتش إي أي.

## إدارة نقص 3بي-أتش إس دي سي الثاني لـ سي أي أتش بعد الرضاعة
بعض المسائل المتعلقة بمرحلة الطفولة شبيه بعوز هيدروكسيلاز 21
- استبدال القشرانيات المعدنية بفلودروكورتيزون
- إزالة الـ دي أتش إي أي واستبدال الكورتيزول بالقشراني السكري
- توفير المزيد من قشراني السكري للتوتر
- الملاحظة الدقيقة وربما مقاييس أخرى ملحقة لنمو أمثل
- اختيار إما العملية الجراحية لتصحيح خنوثة الإناث وهي محذر منها.

على العكس من ذلك فهي لاتشبه عوز هيدروكسيلاز 21 سي أي أتش، فالأطفال ذو 3بي-أتش إس دي سي أي أتش قد لا يكونوا قادرين على إنتاج كميات كافية من هرمون تستوستيرون (الأولاد) أو استراديول (بنات) لحدوث تغييرات البلوغ الطبيعية. ويمكن البدء في استبدال التستوستيرون أو هرمون الاستروجين والبروجسترون في سن المراهقة والاستمرار طوال حياة البالغين. ضعف الخصوبة بسبب صعوبة توفير مستويات الهرمون الجنسية المناسبة في الغدد التناسلية بالرغم من وجود التشريح الأساسي.